# Fat Segal
Fat Segal of Segal is een Brits elektronische muzikant. Hij is bekend dankzij zijn werk voor het Britse tienerdrama Skins.

## Discografie
- Clutch, All-Media Music, ep
- Tenthousand Needles, Redlid Records, single